# Ruine Stein
Die Ruine Stein ist die Ruine einer Höhenburg auf 445 m ü. M. in Baden im Schweizer Kanton Aargau. Sie überragt die  Altstadt und sicherte einst zusammen mit dem Landvogteischloss am Ufer der Limmat die enge Klus zwischen Schlossberg und Lägern. Die Burg Stein entstand vor dem Jahr 1000 und diente zeitweilig als Archiv der Habsburger. Die Eidgenossen zerstörten die Burg im Jahr 1415. Die Stadt Baden liess sie von 1657 bis 1670 als Festung neu errichten, 1712 wurde sie jedoch nach dem Zweiten Villmergerkrieg erneut zerstört; aus dem Abbruchmaterial entstand die Reformierte Kirche. Vollständig erhalten geblieben ist nur die Burgkapelle Sankt-Nikolaus.

## Geschichte
Vermutlich noch vor dem Jahr 1000 entstand auf dem Felsgrat des Schlossbergs eine Burg. Auf wessen Befehl sie errichtet wurde, ist unklar; wahrscheinlich waren es die Grafen von Nellenburg, die damaligen Herrscher des Zürichgaus. Im Jahr 1077 gelangte sie im Investiturstreit in den Besitz der Lenzburger. Vor 1127 kam es zu einer Teilung der Lenzburger Herrschaft: Arnold II. und seine Nachkommen bezeichneten sich als Grafen von Baden. Nach dem Aussterben der Badener Linie der Lenzburger im Jahr 1172 traten die Grafen von Kyburg das Erbe an, 1264 schliesslich die Habsburger. Als Hausarchiv der Habsburger, in dem die wichtigsten Dokumente aufbewahrt wurden, entwickelte sich der Stein zu einem bedeutenden Verwaltungszentrum in den Vorlanden. Erwähnenswert ist insbesondere das 1303/07 entstandene Habsburger Urbar.
Als die Eidgenossen 1415 auf Anweisung des deutschen Kaisers Sigismund den habsburgischen Aargau eroberten, ergaben sich die meisten Burgen und Städte kampflos. Nur in Baden leisteten die Habsburger unter Landvogt Burkart von Mansberg erbitterten Widerstand. Die Belagerung begann am 25. April. Am 3. Mai gaben die Verteidiger die Stadt auf und zogen sich auf die Burg zurück. Am 11. Mai unterzeichnete von Mansberg einen Waffenstillstand, weil er auf Verstärkung hoffte. Doch nachdem die Berner mit schweren Geschützen angerückt waren, ergaben sich die Verteidiger am 18. Mai. Die Burg wurde wenige Tage später trotz kaiserlichen Einspruchs geschleift. Die Eidgenossen überführten das habsburgische Archiv nach Luzern und gaben es erst 1474 wieder zurück.
Nach der Niederlage der reformierten Orte im Ersten Villmergerkrieg von 1655/56 plante Baden den Wiederaufbau der Burg Stein als Festung. Bereits im Dezember 1655 hatte Gregor Allhelg den Auftrag erhalten, entsprechende Pläne zu zeichnen. Ein Jahr später entschied sich der Stadtrat für ein Projekt des Ingenieurs Franz Martin Gump aus Bräunlingen. Ende 1657 begannen die aus Eigenmitteln finanzierten Bauarbeiten, die eine klare Missachtung der Friedens- und Neutralitätsbestimmungen darstellten. Zürich protestierte gegen den Festungsbau, verbot seinen Bürgern für sechs Jahre den Besuch der Bäder und erliess wirtschaftliche Sanktionen. Doch die übrigen Orte wollten sich nicht in einen weiteren Konflikt hineinziehen lassen, so baute Bern in Aarburg ebenfalls eine Festung. Baden wiederum berief sich auf seine Stellung als Reichsstadt.
Der Festungsbau war 1670 abgeschlossen; religionspolitisch erwies er sich für die Baden und die katholischen Orte als Erfolg, in militärischer Hinsicht jedoch als Fehlkonzeption. Das Verteidigungsbauwerk war bereits bei seiner Fertigstellung technisch veraltet. Insbesondere fehlten Aussenwerke, so dass sich den Gegnern ein leichtes Ziel bot; ausserdem war die gesteigerte Geschosskraft der modernen Artillerie nicht mitberücksichtigt worden. Während des Zweiten Villmergerkriegs ergab sich die Garnison am 31. Mai 1712 aufgrund der schweren Artillerieschäden in der Stadt. Die siegreichen Zürcher zerstörten bis zum 18. Juni den grössten Teil der Festungsanlagen endgültig, obwohl die Berner sie lieber weiterverwendet hätten. Die Badener wurden im Friedensvertrag dazu verpflichtet, nördlich der Altstadt aus dem Abbruchmaterial die reformierte Kirche zu bauen.
In späteren Jahrzehnten diente die Festung als Steinbruch. Seit 1837 besteht jedoch ein öffentlicher Aussichtspunkt, der sich zu einer beliebten Touristenattraktion entwickelt hat. Mit der Zeit baufällig geworden, musste der Wachtturm 1947 in den oberen Teilen erneuert und durch den Anbau einer Wendeltreppe erschlossen werden. 1998 wurde die Ruine in grösserem Umfang saniert und gesichert.

## Gebäude

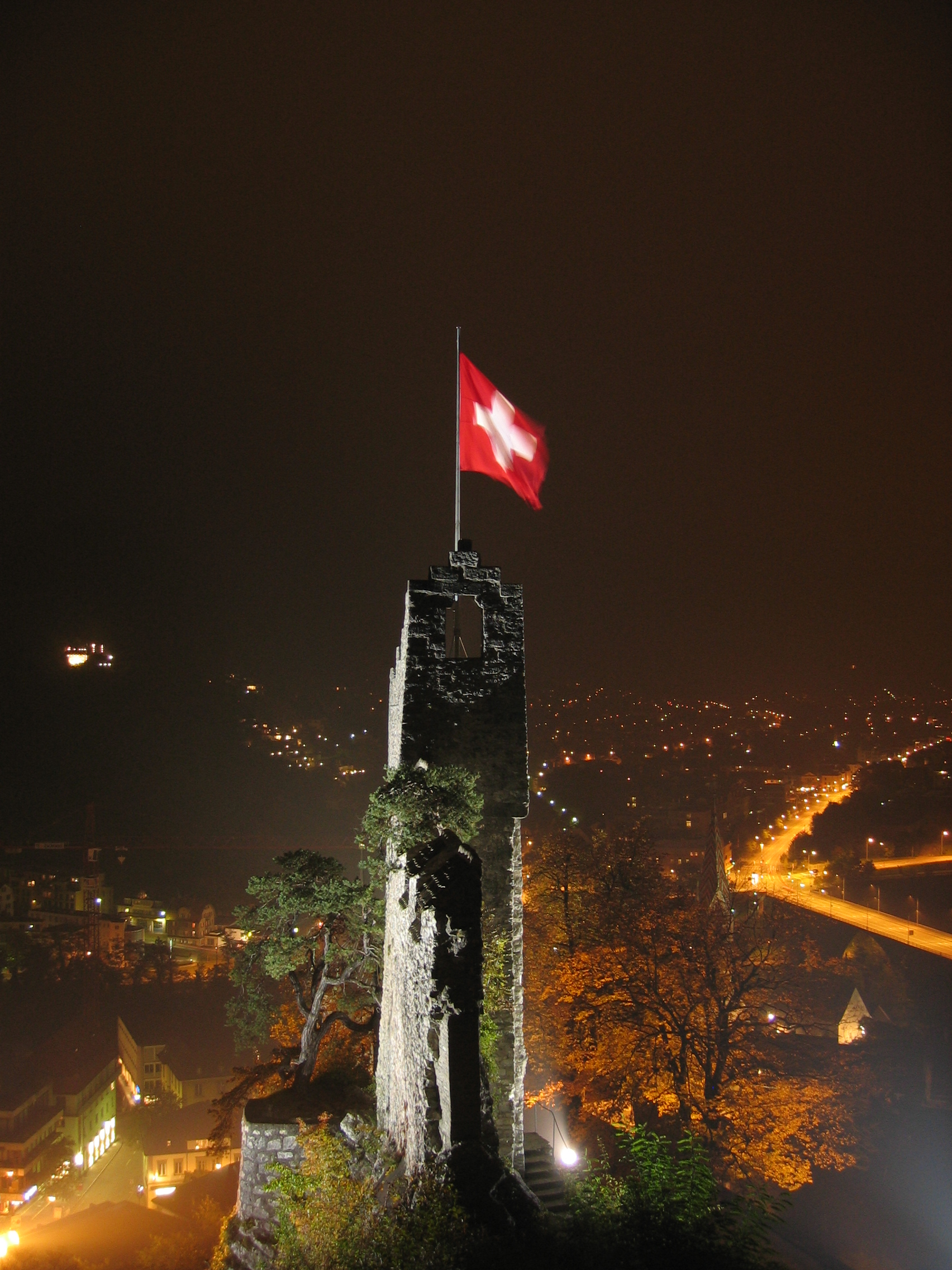
Die nächtliche Beleuchtung der Ruine

Die Anlage befindet sich auf dem Felsgrat des Schlossbergs, einem Ausläufer des Faltenjuras, der auf drei Seiten jeweils rund 60 Höhenmeter steil abfällt: Im Norden zum Haselfeld, im Süden zum Stadtbachtal mit dem Meierhof-Quartier und im Osten zur Badener Altstadt, die auf einer kleinen Geländestufe an der engsten Stelle der Klus liegt. Nur vom Westen her ist ein ungehinderter Zugang möglich.
Anhand eines Planes von Hans Conrad Gyger aus dem Jahr 1658, eines anonymen Ölgemäldes, zwei Radierungen von Johann Melchior Füssli um 1700 und der Ruinen ist das Aussehen der Festungsanlage der zweiten Hälfte des 17. Jahrhunderts nachvollziehbar. Der einzige vollständig erhalten gebliebene Festungsteil, die Sankt-Nikolaus-Kapelle, bildete den vorderen Fixpunkt der rund 120 Meter langen Anlage. Reste der alten Stadtmauer führen ostwärts zum Stadtturm hinunter. In Richtung Westen erstreckten sich die nördliche und die südliche Wehrmauer, die beide mit Bastionen befestigt waren.
Neben dem rekonstruierten Wachtturm erhob sich ein Wohngebäude. Dem westlichen Felskopf mit polygonaler Plattform und Wehrgang war ein Halsgraben vorgelagert. Zwischen dem Felskopf und einer Batterie für die Festungsartillerie im Südwesten befand sich das Haupttor. Der untere, südliche Abschnitt der Festung war hofartig angelegt; dort standen Kaserne und Zeughaus. Die südöstliche Schulterbastion hinter der Kapelle weist eine unterirdische Kasematte auf; durch diese führt die Nikolaustreppe von der Altstadt hinauf zum Festungshof.
Die im Jahr 1415 zerstörte mittelalterliche Burganlage lässt sich anhand von Abbildungen in der Chronik von Johannes Stumpf (1548) und eines Stichs von Matthäus Merian (1625) vage rekonstruieren. Sie war niedriger und weniger gedrungen gebaut als die spätere Festung. Von der damals schon bestehenden Kapelle führte eine Staffelmauer auf dem Felskamm bis zum Beobachterturm. Dieser war durch eine weitere Mauer mit dem Palas auf der Kuppe verbunden. Der Palas verfügte über einen in den Fels gehauenen Keller.

## Verkehr
Einige Dutzend Meter unter der Ruine Stein verlaufen der Schlossbergtunnel und der Kreuzlibergtunnel durch den Schlossberg.